# Olympische Sommerspiele 1908/Teilnehmer (Argentinien)
Nachdem Argentinien bei den Olympischen Sommerspielen 1904 in St. Louis nicht teilnahm, startete bei den Olympischen Sommerspielen 1908 wieder ein Argentinier.

## Teilnehmer nach Sportarten

### Eiskunstlauf
- Horatio Torromé
Männer: Siebter (1.144,5 Punkte)